# Hexahydroxybenzeentriscarbonaat
Hexahydroxybenzeentriscarbonaat is een chemische verbinding, een koolstofoxide met de molecuulformule {\displaystyle {\ce {C9O9}}}. Het molecuul bestaat uit een benzeenkern, waarin de zes waterstof-atomen vervangen zijn door drie carbonaat-groepen. De stof kan ook opgevat worden als de zesvoudige ester van benzeenhexol en koolzuur.
De verbinding werd in 1984 door C. Nallaiah als THF-solvaat verkregen.